# Michaela Hartigová
Michaela Hartigová (14 de novembro de 1983) é uma basquetebolista profissional checa.

## Carreira
Michaela Hartigová integrou a Seleção Checa de Basquetebol Feminino, em Pequim 2008, que terminou na sétima colocação.